# Петриковская роспись
Петрико́вская роспись (укр. Петриківський розпис) или Петриковка (петрикі́вка по названию посёлка Петриковка Днепропетровской области Украины) — украинская декоративно-орнаментальная народная живопись, которая сформировалась в Днепропетровской области в поселке Петриковка, откуда и происходит название этого вида искусства.
Отдельные вещи с узорами в стиле петриковской росписи сохранились ещё с XVIII века. Однако в современном понимании это направление сформировалось в конце XIX века — начале XX века. Происхождение петриковской росписи связывают с казачеством и заселением Днепровщины выходцами из Полтавщины, Слобожанщины и Подолья в XVIII веке и в первой половине XIX века. Однако неизвестно, где и когда именно развились традиции, которые легли в основу этого направления живописи.
5 декабря 2013 года петриковская роспись была включена в Репрезентативный список нематериального культурного наследия человечества ЮНЕСКО. Одна из двух форм культурного наследия Украины, которые попали в этот список, наряду с казацкими песнями Днепропетровской области.

## История
Образцы живописи стали известны благодаря работе Д. И. Яворницкого, Е. К. Эвенбах; развивалась в виде настенной живописи (в начале XX столетия в связи с возросшим спросом на настенную роспись делали также бумажные «малёвки» для оформления интерьера), декора предметов быта (сундуки, народные инструменты, сеялки, сани), особенно развилась декоративная роспись по дереву, подлаковая роспись, надглазурная и подглазурная роспись фарфора, воссоздана технология росписи стекла, современные мастера расписывают рушники и блузы из ткани, кошельки из кожи; сформировалась как самостоятельный вид станковой декоративной графики и широко распространилась как художественная школа.
Своё название получила благодаря одарённости жителей села Петриковка, сельского учителя Стативы Александра Федосеевича (1898—1966), организатора петриковской школы декоративного рисования (1936—1941 годы) в которой преподавала Татьяна Акимовна Пата и её дочь Векла Кучеренко. Среди наиболее известных мастеров петриковкской росписи можно выделить — Пату Татьяну Акимовну (1884—1976), Белоконь Надежду Аврамовну (1894—1981), Павленко Прасковью Николаевну (1881—1983), Ярину Ульяновну Пилипенко (1893—1979), Пелагею Ивановну Глущенко (1908—1983), Веру Клименко-Жукову, Зою Валентиновна Кудиш (1925—1998), Тамару Кудиш, Веру Ивановну Павленко (1912—1991), Галину Ивановну Павленко-Черниченко (1919—2008), Фёдора Саввич Панко (1924—2008), Василия Ивановича Соколенко (1922—2018), Марфу Ксенофонтовну Тимченко (1922—2002), Евдокию Яковлевну Клюпа (1921—1995), Анну Николаевну Самарскую (род. 1941), Нина Ивановна Турчин (род. 1941) — и всех их многочисленных учеников, деятельность которых и привела к возрождению и всестороннему развитию этого искусства.
Для петриковской росписи характерен растительный цветочный орнамент, продолжающий традиции украинского барокко. Разнообразие колористических и композиционных решений, применяемых материалов и техник.
Может быть выполнена цветными глинами, растительными красителями, анилиновыми, масляными, акварельными, акриловыми красками, темперами, гуашью, с добавлением яичного желтка, молока, спирта, самодельными (особенно из кошачьей шерсти) и фабричными кисточками, а также пальцами, пипетками, камышовыми палочками, на светлом, цветном или чёрном фоне, часто у каждого мастера собственный почерк, подход к стилизации, своя трактовка традиционных элементов росписи.
До 2004 года в Петриковке работала фабрика «Петриковская роспись» с художественной мастерской на 90 рабочих мест и творческой мастерской для 10 мастеров, при фабрике был открыт Музей истории декоративной росписи. В 2004 году, 16 апреля, фабрика «Петриковская роспись» обанкротилась и прекратила свою работу. В 2006 году, 20 февраля, фабрика «Петриковская роспись» была ликвидирована как субъект производственной деятельности. В июле 2011 года фабрика Петриковской художественной росписи была уничтожена, имущество и оборудование снято и вывезено.
Сегодня работает Центр народного творчества «Петриковка» (в нём трудятся около 40 мастеров), работают предприятия серийно выпускающие сувенирную продукцию с петриковской росписью в Киеве, Днепропетровске. Многие мастера в Петриковке и по всей Украине работают в собственных, домашних мастерских, реализуют свою продукцию в художественных салонах, сувенирных магазинах, на фестивалях, ярмарках, обучают членов своих семей и всех желающих, либо преподают в школах и студиях, участвуют в официальных государственных мероприятиях. В Петриковке работает детская художественная школа им. Т. А. Паты, районный музей этнографии, быта и народно-прикладного искусства, собрания петриковской росписи хранятся в краеведческих, исторических и художественных музеях (список музеев), на Украине и за её пределами организуются кружки петриковской росписи, проводятся выставки (список выставок).
В январе 2013 года Министерство культуры Украины, соответствующим приказом ведомства определило первые объекты (элементы) нематериального культурного наследия Украины в котором указаны:
- Казацкие обычаи, традиции, игры, танцы, трюки и упражнения: искусное владение кнутом, саблей, копьем, луком и стрелами, приемы вольтижировки (акробатические упражнения верхом на движущейся лошади), которые применяли украинские казаки-воины в XV—XVIII столетиях (географический ареал исторического и современного обитания — г. Запорожье, о. Хортица; носитель — конный театр «Запорожские казаки»);
- Косовская керамика как традиционное ремесло Карпатского региона XVI—XXI столетий (ареал — Ивано-Франковская область, Косовский район, г. Косов; носитель — Косовский институт декоративно-прикладного искусства Львовской национальной академии искусств);
- Кролевецкие тканые полотенца — использование традиционной техники перебора с ремизно-челночным ткачеством, сочетание красно-белых цветов, орнаментика (ареал — Сумская обл., Кролевецкий район, г. Кролевец; носитель — КП «Кролевецкое художественное ткачество»);
- Опошнянская керамика — техника изготовления росписи (ареал — Полтавская обл., Зеньковский район, пгт Опошня; носитель — ЧП «Гончарный круг»);
- Петриковская роспись — украинское декоративно-орнаментальное занятие живописью XIX—XXI столетий (ареал — Днепропетровская обл., Петриковский р-н, пгт Петриковка; носитель — Петриковское КП «Центр народных ремесел Петриковщины»);
- Писанкарство (ареал — вся территория Украины, а также места компактного проживания украинцев за пределами Украины; носитель — музей «Писанка» в г. Коломыя Ивано-Франковской обл.).

Петриковская роспись и Косовская керамика в 2012 году были номинированы в Репрезентативный список нематериального культурного наследия человечества ЮНЕСКО.Межконтинентальная стратегическая баллистическая ракета "Молния" раскрашивалась петриковской росписью в 200*году. Архивная копия от 24 января 2013 на Wayback Machine, а в 2013 году вошли в него  Архивная копия от 24 сентября 2015 на Wayback Machine.

## Галерея
- Зарисовки Самокиша Н. С. орнаментов украинских народных вышивок XVII – XVIII ст.
- Зарисовки Самокиша Н. С. орнаментов украинских народных вышивок XVII – XVIII ст.
- Зарисовки Самокиша Н. С. орнаментов украинских народных вышивок XVII – XVIII ст.
- Зарисовки Самокиша Н. С. орнаментов украинских народных вышивок XVII – XVIII ст.
- «Малёвка». 1913 год